# Vito Berginc
Vito Berginc, slovenski častnik.
Podpolkovnik Berginc je pripadnik SV.

## Vojaška kariera
- poveljnik, 236. gorski polk SV (2002)

## Odlikovanja in priznanja
- zlata medalja generala Maistra (16. maj 1993)